# Marie Duboisová
Marie Duboisová (Dubois; 12. leden 1937 Paříž – 15. říjen 2014 Lescar) byla francouzská herečka.
Ve filmu se poprvé objevila v roce 1959 v dramatu Érica Rohmera Znamení lva, o rok později hrála v Truffautově Střílejte na pianistu. V šedesátých letech pak hrála v řadě dalších filmů francouzské nové vlny, ale také v úspěšných komediích jako Velký flám Gérarda Ouryho z roku 1966 nebo Na řvoucích strojích do Monte Carla od Kena Annakina z roku 1969.
V sedmdesátých letech se dočkala ocenění v podobě ceny César za vedlejší roli ve filmu Hrozba, který natočil v roce 1977 režisér Alain Corneau. Na Césara za vedlejší roli byla nominována i za Sestup do pekel natočený Francisem Girodem v roce 1986 (cenu ale získala Emmanuelle Béartová za svou roli ve filmu Manon od pramene).
Od osmdesátých let trpěla Duboisová roztroušenou sklerózou a ve filmech už se objevovala jen výjimečně.